# Barteria fistulosa
Barteria fistulosa är en passionsblomsväxtart som beskrevs av Maxwell Tylden Masters. Barteria fistulosa ingår i släktet Barteria och familjen passionsblomsväxter. Inga underarter finns listade i Catalogue of Life.